# Kumanovo
Pour les articles homonymes, voir Kumanovo (homonymie).
Kumanovo (en macédonien : Куманово, prononcé [kuˈmanɔvɔ]  ; en albanais Kumanovë) est une commune et une ville du nord de la Macédoine du Nord. La commune comptait 98 104 habitants en 2021 et couvre 509,48 km2. La ville en elle-même comptait alors 75 051 habitants, le reste de la population étant réparti dans les villages alentour.
Kumanovo est la deuxième ville et la deuxième commune la plus peuplée de Macédoine du Nord après Skopje. La ville comme la commune sont caractérisées par une forte minorité de population albanaise.
Kumanovo est située à proximité de la frontière avec la Serbie, sur l'autoroute et la voie ferrée qui relient Skopje et Thessalonique à Belgrade. La ville est connue depuis le XVe siècle, mais elle ne connaît un réel essor qu'au XIXe siècle, lorsqu'elle devient un centre de négoce agricole. Après 1945, le régime yougoslave favorise l'implantation d'usines.

## Géographie

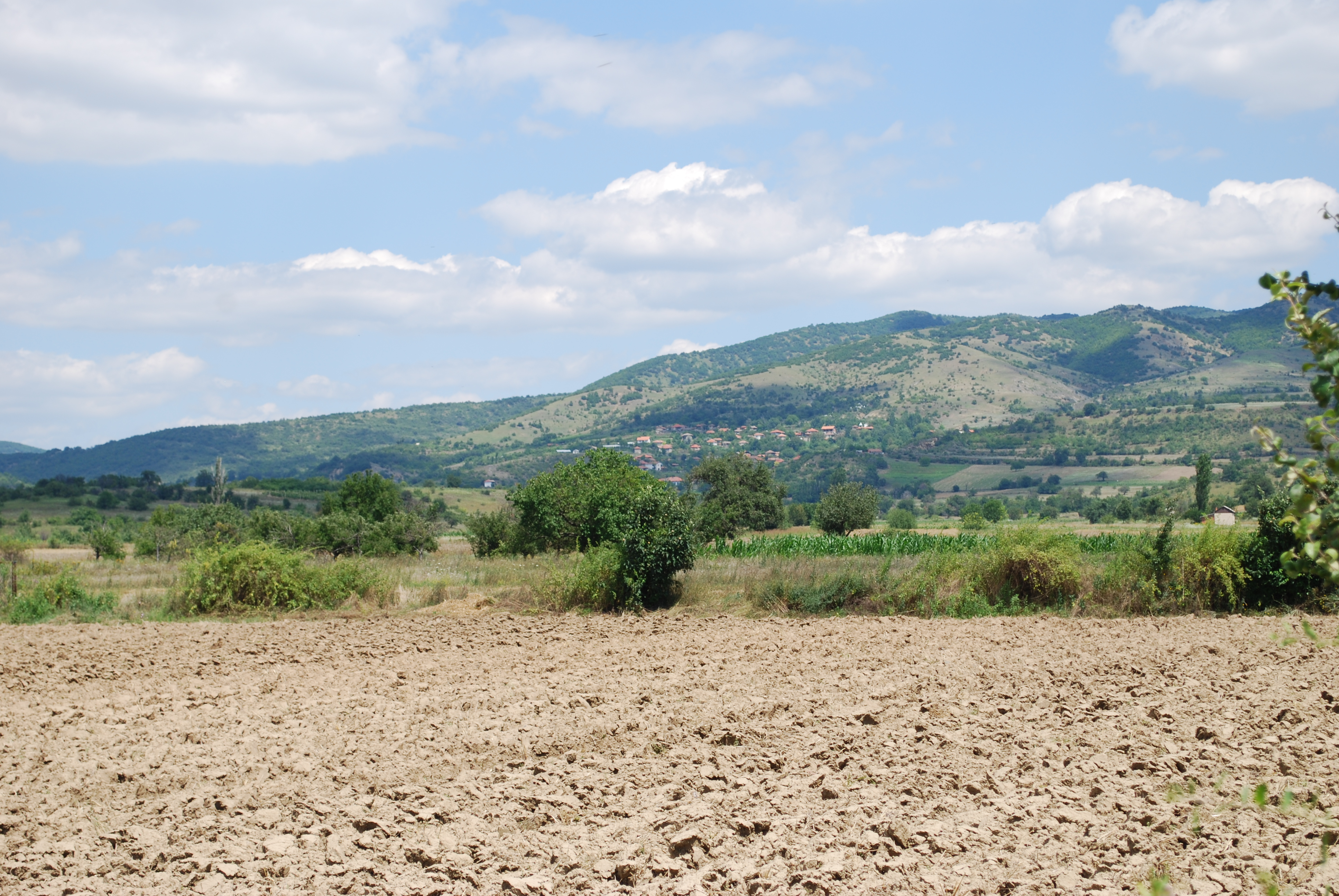
Paysage de la commune, près du village de Vintsé.

La commune est vaste, puisqu'elle couvre 509,48 km2. Elle se trouve dans une plaine, entourée de plusieurs petites montagnes, et se trouve à environ 340 mètres d'altitude. Kumanovo se trouve au carrefour des deux plus grands axes routiers de la Macédoine du Nord, qui sont les corridors paneuropéens VIII et X.
La ville est traversée par la Kumanovska, petite rivière longue de dix kilomètres, formée au nord-est de l'agglomération par la réunion de deux autres cours d'eau, la Lipkovska et la Tabanovačka. La Kumanovska traverse la ville vers le sud puis se jette dans la Pčinja.
En 2003, lors de la réforme de l'administration territoriale, Kumanovo reçut une partie de la commune d'Orašac, considérée trop petite. L'autre partie revint à Staro Nagoričane.
Kumanovo est entourée par les communes macédoniennes de Lipkovo, Ilinden, Aračinovo, Sveti Nikole, Petrovec, Staro Nagoričane et Kratovo. Au nord, elle est frontalière de la Serbie. Skopje, la capitale du pays, est également très proche, et accessible par une autoroute et par une voie ferrée, qui partent toutes deux vers le territoire serbe. Une autre autoroute relie Kumanovo à Kriva Palanka, à l'est du pays, puis à la Bulgarie.

## Localités de la commune de Kumanovo
En plus de la ville de Kumanovo, la commune de Kumanovo compte quarante-huit localités :
- Aguino Selo
- Bédinyé
- Belyakovtsé
- Bilyanovtsé
- Brzak
- Vak'v
- Vintsé
- Gabrech
- Gorno Konyaré
- Gradichté
- D'lga
- Dobrochané
- Dovezantsé
- Dolno Konyaré
- Jivinyé
- Zoubovtsé
- Yatchintsé
- Karabitchané
- Klétchévtsé
- Kokochinyé
- Kolitsko
- Kosmatats
- Koutlibeg
- Koutchkarevo
- K'chanyé
- Lopaté
- Lyoubodrag
- Mourgach
- Novo Selo
- Novoselyané
- Orachats
- Pezovo
- Proevtsé
- Ptchinya
- Rejanovtsé
- Retchitsa
- Romanovtsé
- Skatchkovtsé
- Sopot
- Stoudena Bara
- Souchevo
- Tabanovtsé
- Tromeǵa
- Oumin Dol
- Tcherkezi
- Tchétirtsé
- Chouplyi Kamen

## Histoire

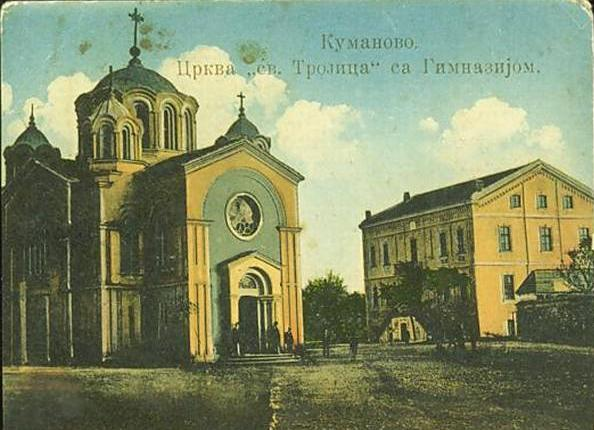
L'église de la Trinité et le lycée dans les années 1920.

Le nom Kumanovo ferait référence aux Coumans, un peuple turcophone païen venu directement d'Asie centrale et qui se serait installé dans la région entre le XIe et le XIIIe siècle. Auparavant, le site est occupé sporadiquement. On trouve ainsi dans les environs de Kumanovo les traces d'un village du Néolithique et une église fondée en 1071, puis reconstruite en 1318.
La ville de Kumanovo n'apparaît qu'au XVe siècle dans les textes ; la région fait alors partie de l'Empire ottoman. En 1519, les Turcs y recensent 300 habitants répartis en 52 familles. Le voyageur et écrivain turc Evliya Çelebi, qui visite la Macédoine au cours du XVIIe siècle, compte 600 maisons à Kumanovo, ainsi qu'une mosquée, une école coranique, des hammams et un bazar. En 1689, le développement de la région est entravé par le soulèvement commandé par Petar Karpoch. Cette insurrection, commencée dans la région, s'était étendue à tout l'est de la Macédoine et était un soulèvement contre l'administration turque, alors que les Autrichiens menaient une offensive en Serbie. La ville stagne ensuite jusqu'à la fin du XIXe siècle.
En 1878 a lieu le soulèvement de Kumanovo, mouvement insurrectionnel macédonien contre l'empire ottoman, qui sera un échec.
À la fin du XIXe siècle, Kumanovo connaît une certaine croissance démographique, mais il faut attendre la fin de la Seconde Guerre mondiale pour que la ville connaisse l'essor économique, sous l'impulsion du régime socialiste.

## Administration

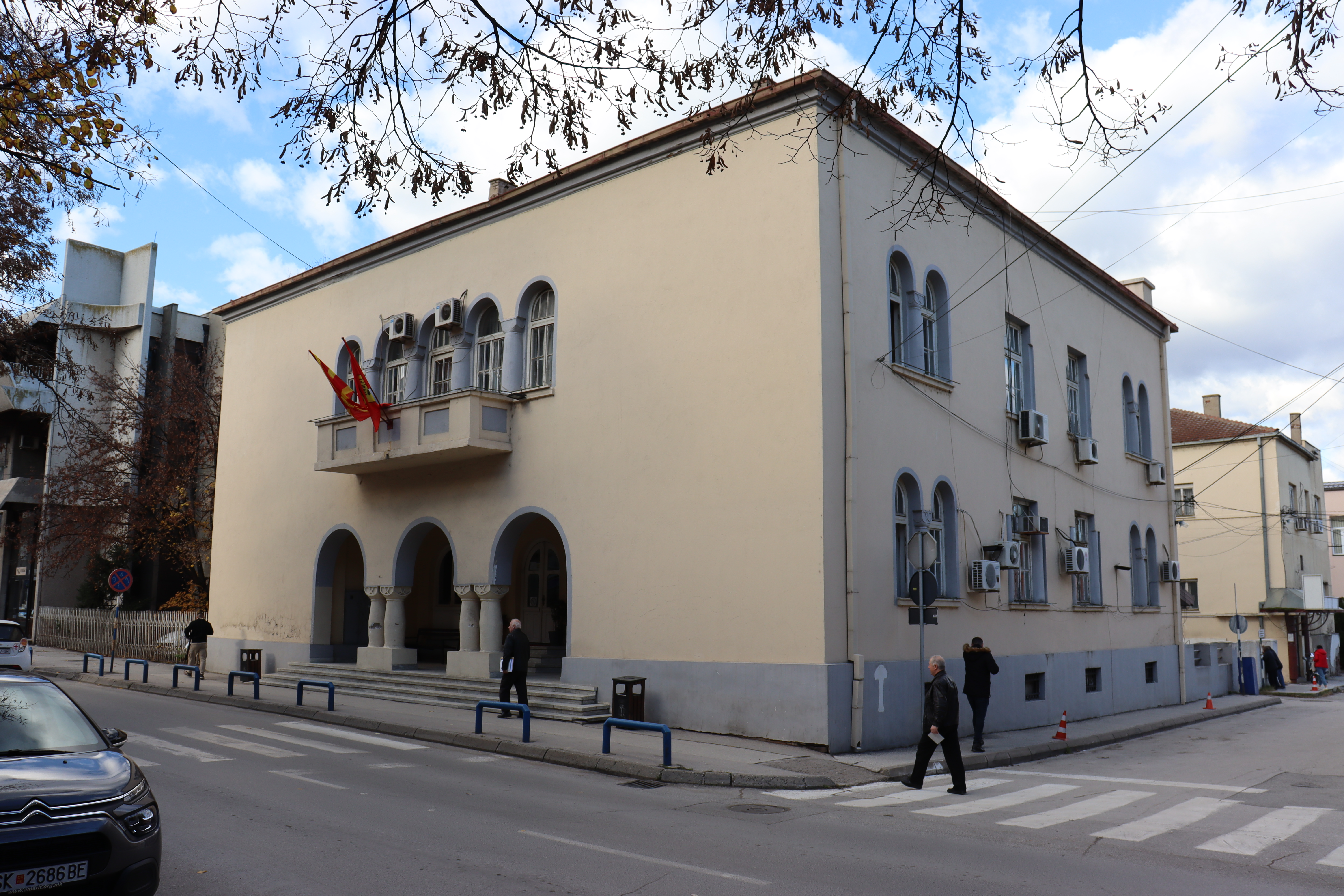
La mairie.

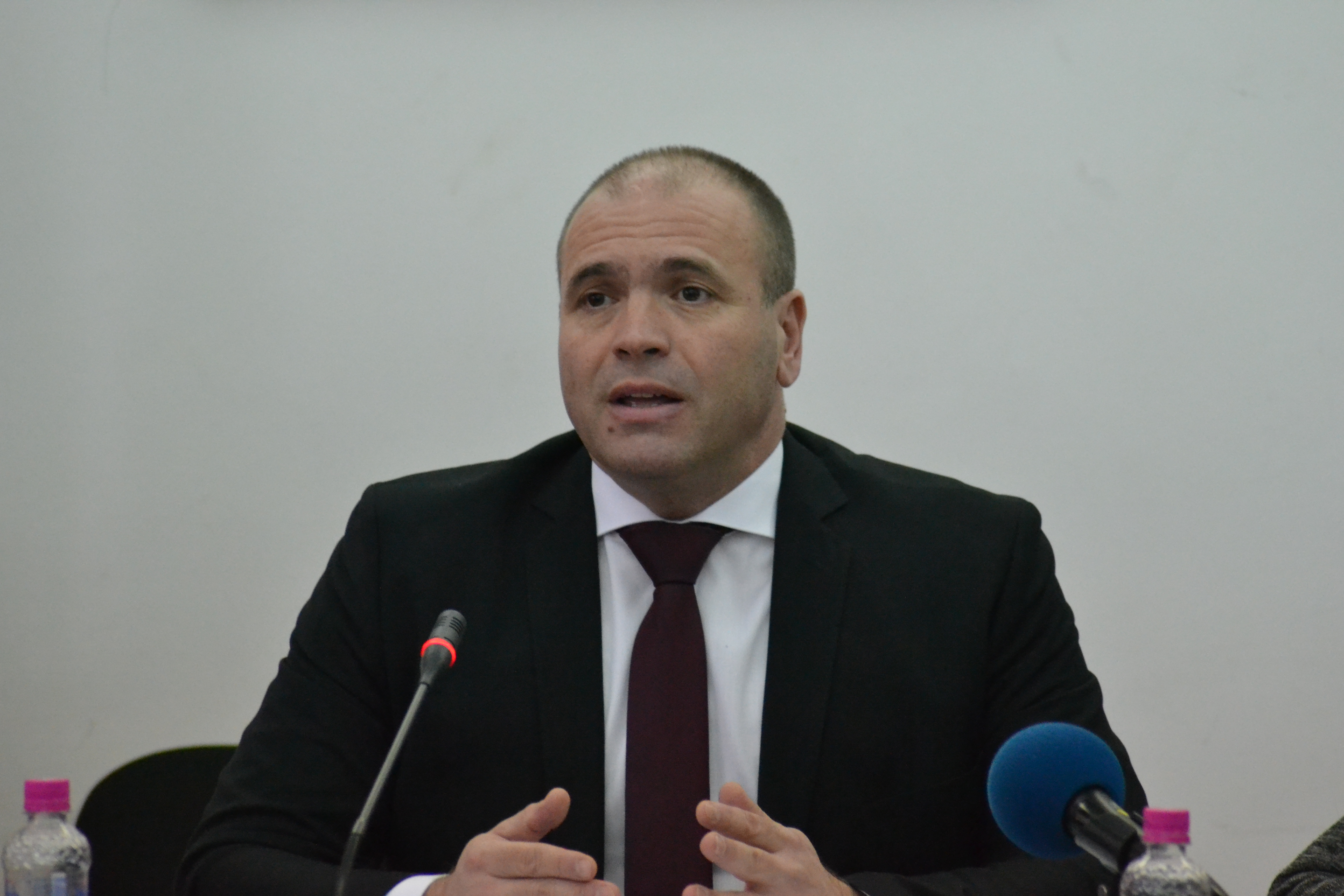
Maksim Dimitrievski en 2018.

La commune est administrée par un conseil élu au suffrage universel tous les quatre ans. Ce conseil adopte les plans d'urbanisme, accorde les permis de construire, il planifie le développement économique local, protège l'environnement, prend des initiatives culturelles et supervise l'enseignement primaire. Le conseil compte 33 membres. Le pouvoir exécutif est détenu par le maire, lui aussi élu au suffrage universel. Depuis 2017, le maire de Kumanovo est Maksim Dimitrievski, né en 1975.
À la suite des élections de 2021, le conseil municipal de Kumanovo était composé de la manière suivante :
| Parti                                                               | Sièges |
| ------------------------------------------------------------------- | ------ |
| Union sociale-démocrate de Macédoine (SDSM)                         | 10     |
| Pour notre Kumanovo                                                 | 8      |
| Parti démocratique pour l'Unité nationale macédonienne (VMRO-DPMNE) | 7      |
| Union démocratique pour l'intégration (DUI)                         | 4      |
| Alliance pour les Albanais (AA)                                     | 2      |
| Mouvement Besa                                                      | 1      |
| La Gauche                                                           | 1      |

## Démographie

### Ville de Kumanovo

#### Évolution de la population
| 1948   | 1953   | 1961   | 1971   | 1981   | 1991   | 1994   | 2002   | 2021   |
| ------ | ------ | ------ | ------ | ------ | ------ | ------ | ------ | ------ |
| 20 242 | 23 339 | 30 762 | 46 363 | 60 842 | 52 204 | 65 233 | 70 842 | 75 051 |

#### Répartition ethnique
Lors du recensement de 2021, la ville comptait :
- Macédoniens : 47 743
- Albanais : 18 278
- Serbes : 5 230
- Roms : 4 056
- Turcs : 256
- Valaques : 108
- Bosniaques : 15
- autres : 586

### Commune de Kumanovo

#### Évolution de la population
| 1953   | 1961   | 1971   | 1981   | 1994   | 2002    | 2021   |
| ------ | ------ | ------ | ------ | ------ | ------- | ------ |
| 51 645 | 61 467 | 76 722 | 93 218 | 97 487 | 105 484 | 98 104 |

#### Répartition ethnique
Source : Office national de la statistique de Macédoine du Nord

## Économie
La ville de Kumanovo produit principalement du tabac, des chaussures, et du textile. Elle est aussi spécialisée dans la sidérurgie et dans l'agriculture. La proximité de Skopje permet à la ville de se mettre en valeur et de profiter notamment de l'aéroport de Petrovec.

## Culture et tourisme
Kumanovo est connue pour sa fête traditionnelle qui a lieu tous les 14 janvier sur la place centrale. Des « dzamalari », habitants du village voisin d'Orachats, y viennent déguisés et présentent une danse locale très particulière. Cette tradition serait vieille de plus de dix siècles.
Le centre-ville, surtout constitué de bâtiments récents, conserve quelques maisons du XIXe siècle et la place centrale est bordée par quelques édifices du début du XXe siècle. La ville compte également deux églises, celle de la Trinité et l'église Saint-Nicolas, construites au XIXe siècle et au XXe siècle, ainsi qu'une mosquée du XVIe siècle, la mosquée Tatar Sinan Bey.
Au sud de la ville se trouvent les sources de la Kumanovka, une eau gazeuse naturelle, et les alentours comptent aussi un monastère, celui de Beljakovo. Kumanovo était autrefois connue pour le grand monument de Zebrnyak, construit dans les années 1920 et qui commémorait la victoire serbe à l'issue de la Première Guerre mondiale. Lors de la Seconde Guerre mondiale, les Bulgares détruisirent presque tout le monument, dont on peut toutefois encore visiter les ruines.
Enfin, le village de Vintsé est connu pour son église Saint-Nicolas, qui date de la période byzantine et conserve des fresques très colorées.

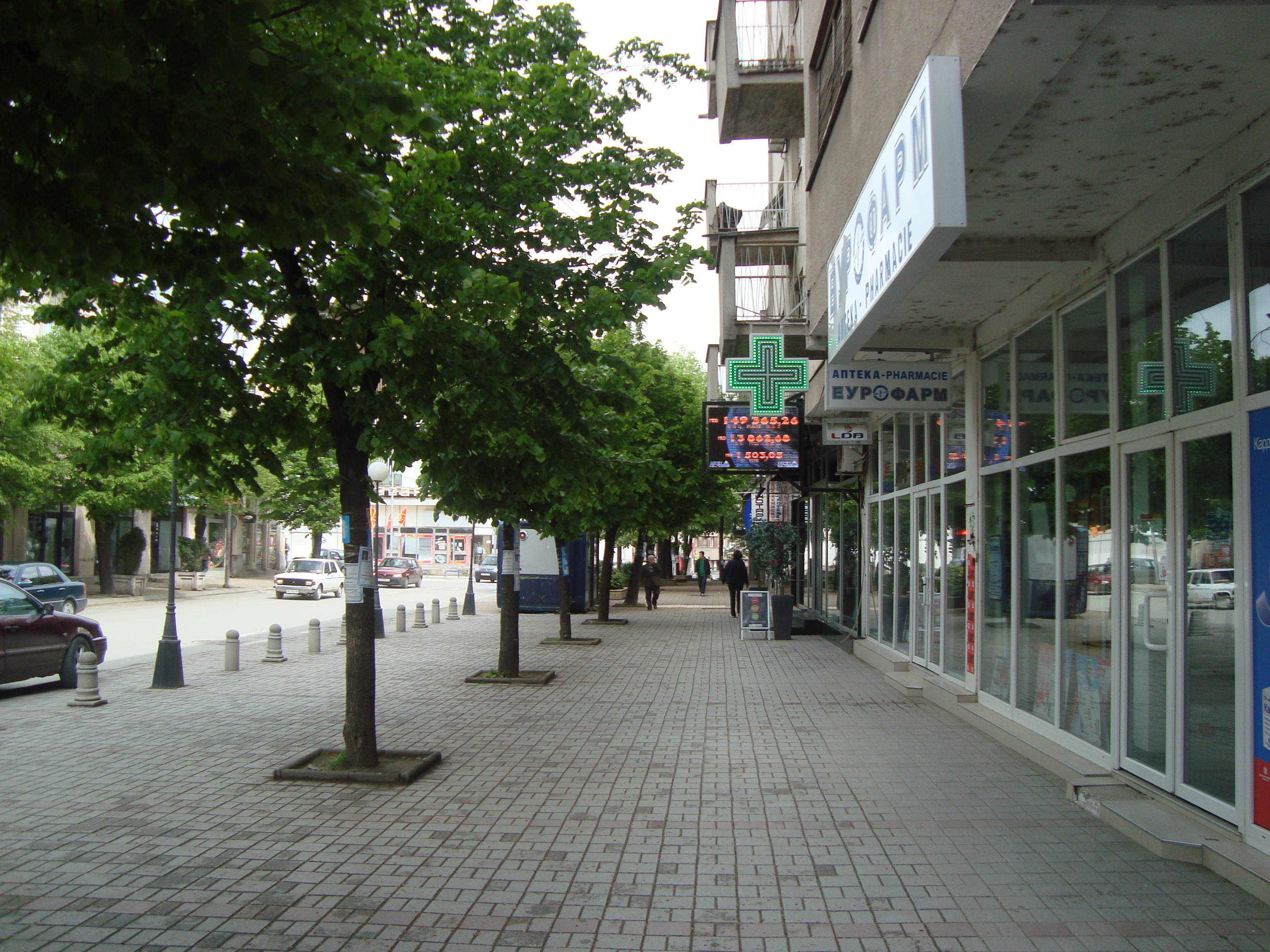
Une rue du centre.
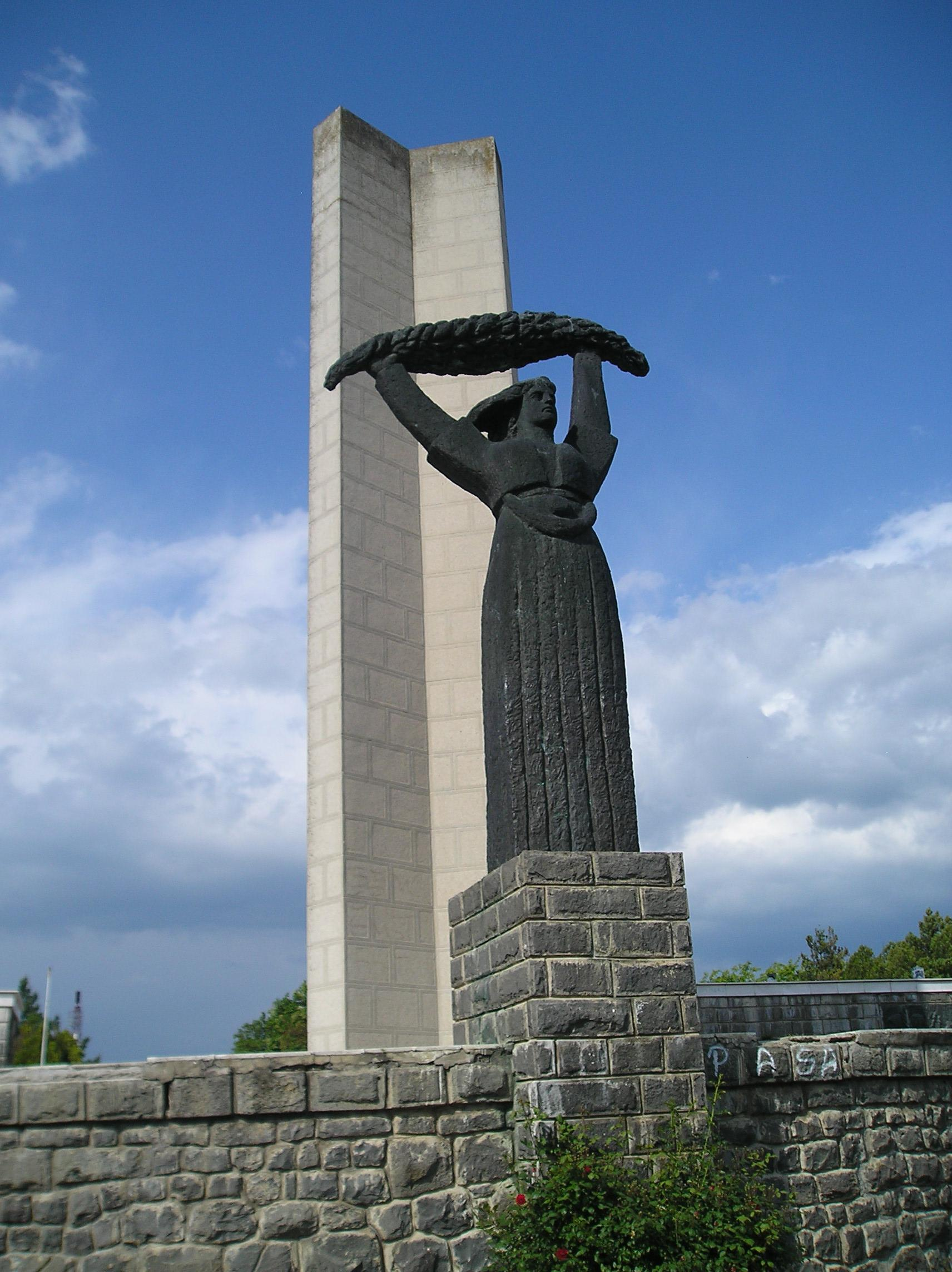
Le Monument de la Révolution
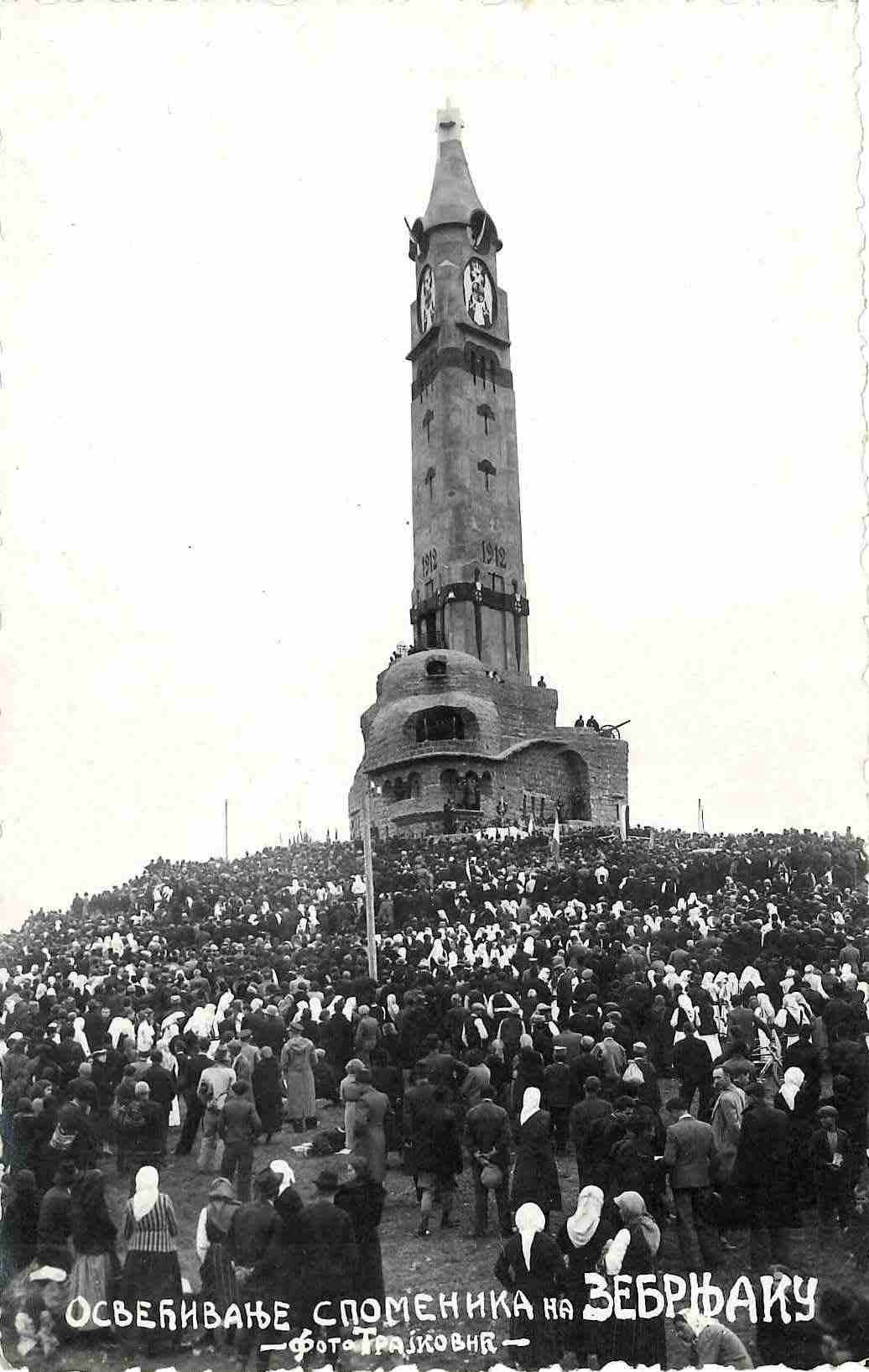
Le monument de Zebrnjak en 1937.
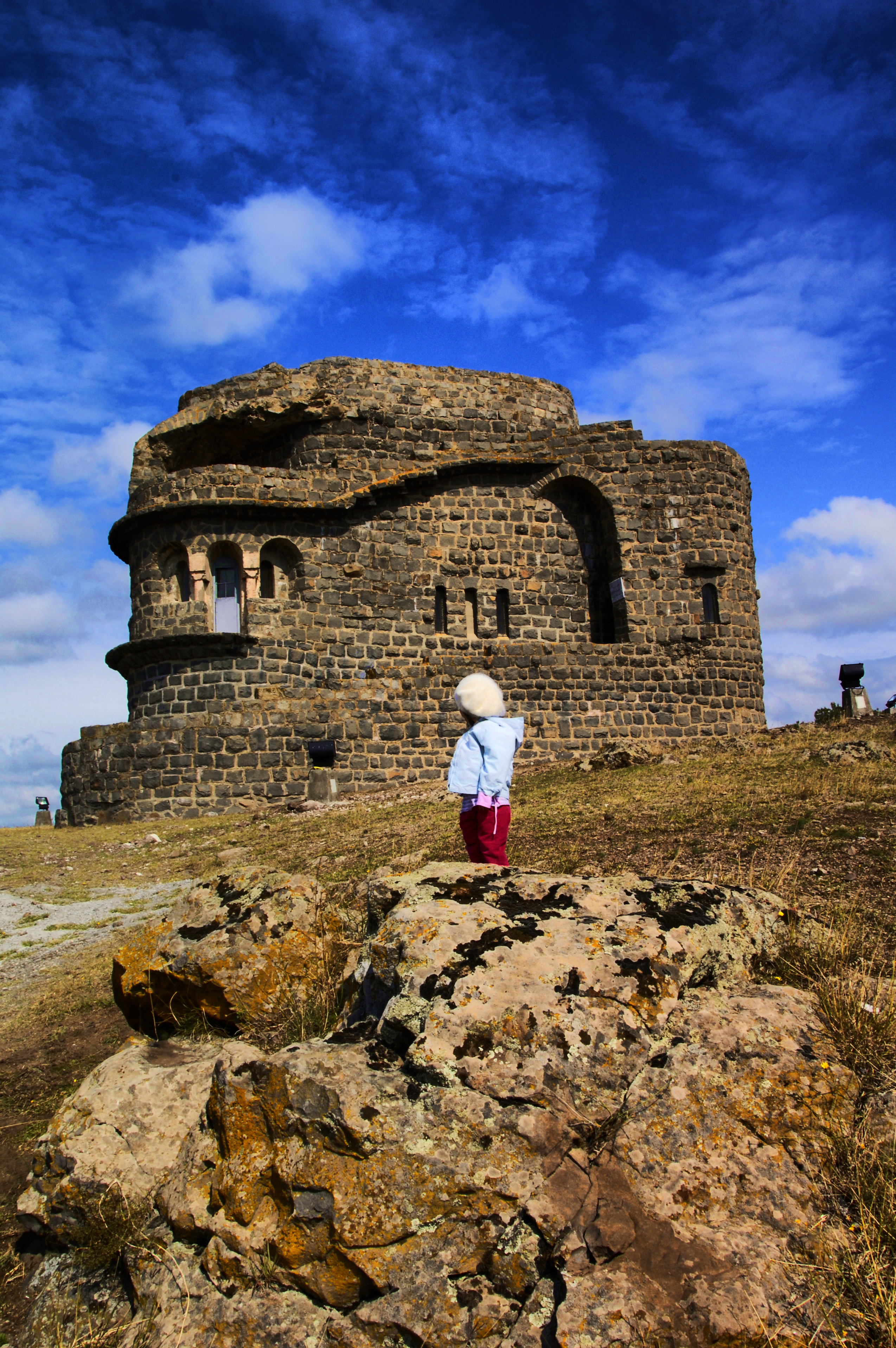
Le monument aujourd'hui.
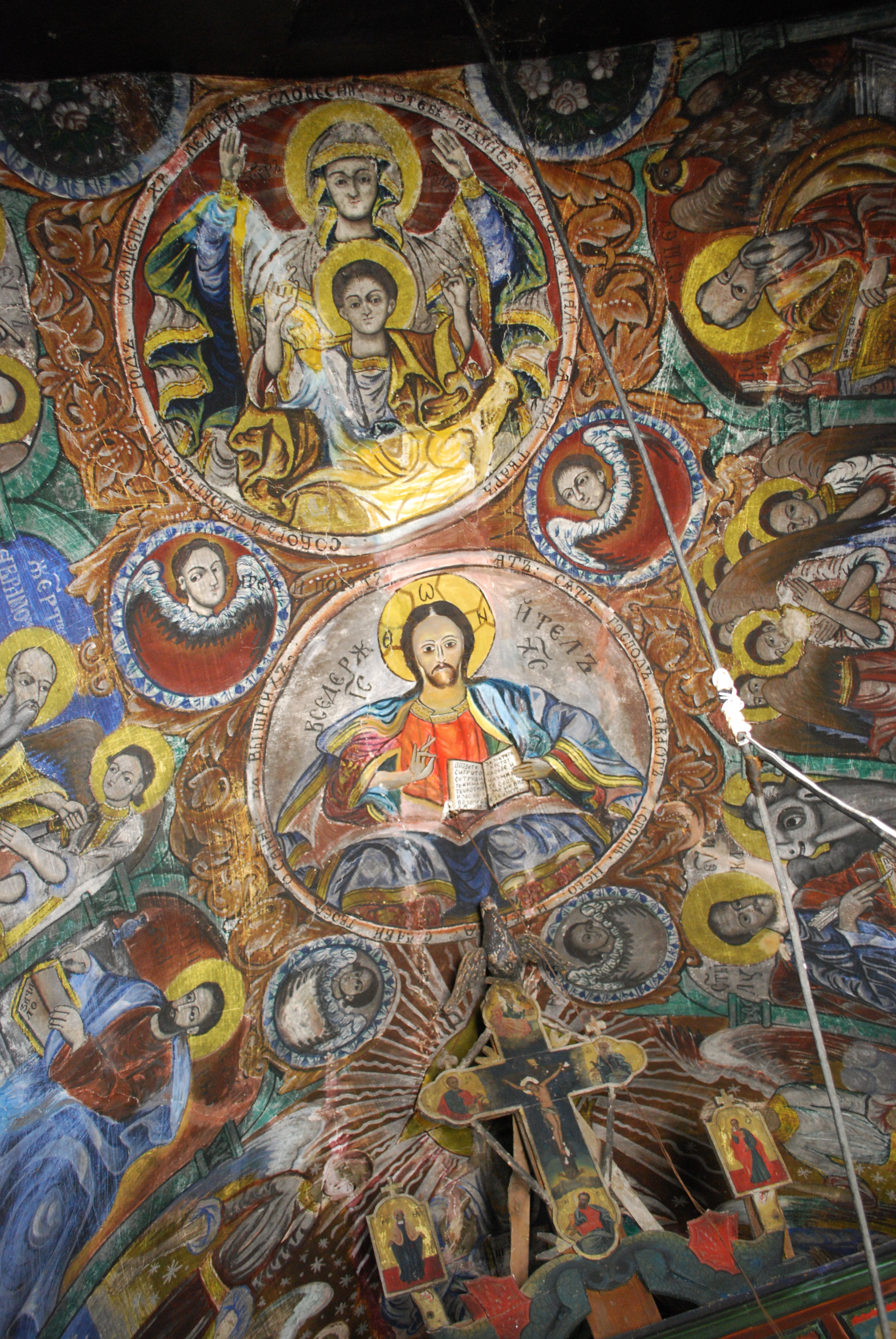
Fresques de l'église de Vintsé.

## Sports

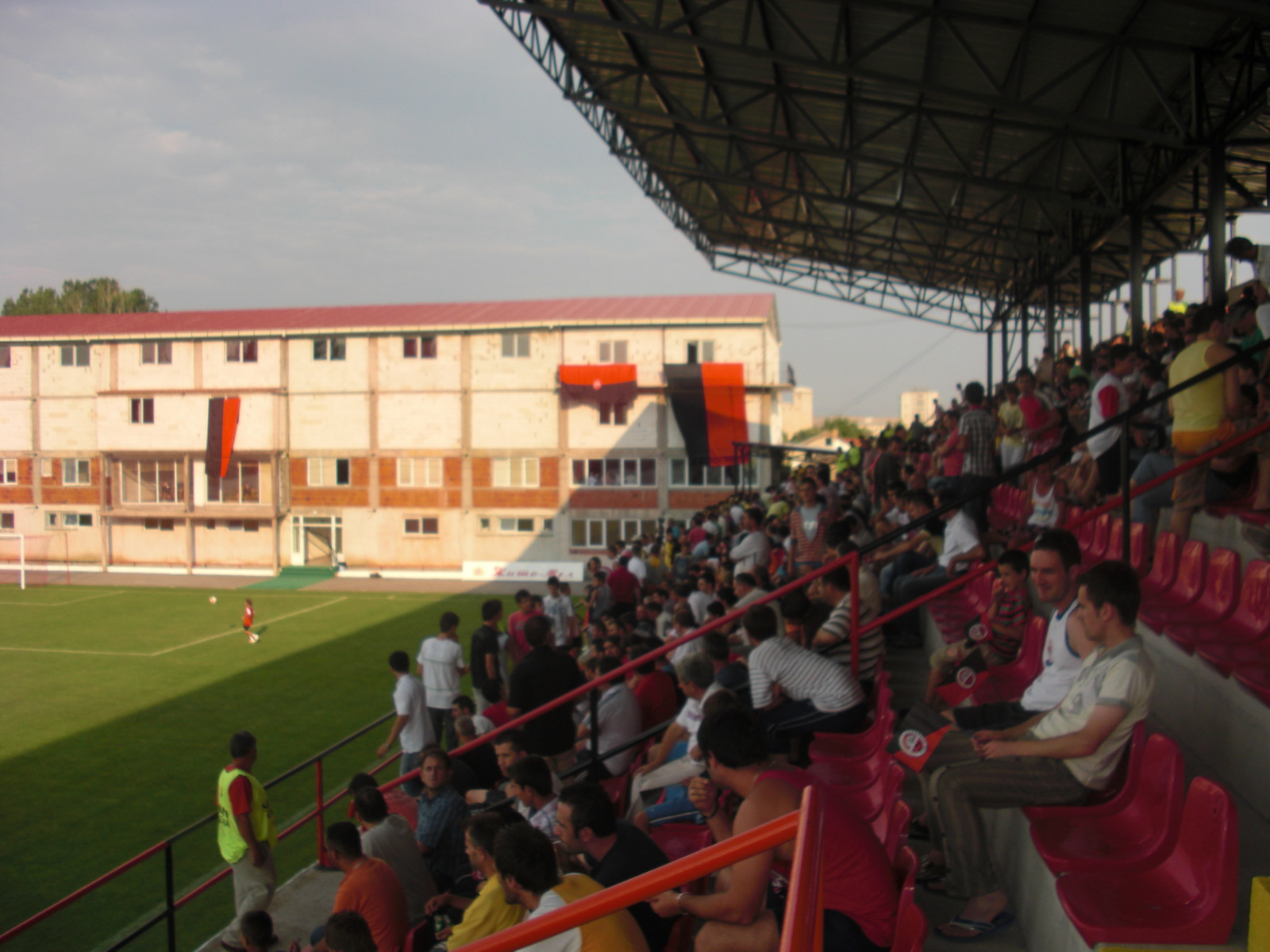
Match dans le stade de la ville.

Le club de football du FK Milano est la plus grande équipe de la ville ; il joue en première ligue nationale. Les entraînements ont lieu au Stade Gradski, le plus important de la ville. Jusqu'en 2008, la vie sportive de Kumanovo était aussi marquée par le FK Bashkimi, qui avait par exemple remporté la Coupe de Macédoine en 2005.
En handball, le RK Kumanovo a remporté la Coupe de Macédoine en 1993.

## Personnalités liées
- Venko Andonovski (1964), écrivain et dramaturge macédonien, y est né
- Taulant Seferi (1996), footballeur
- Lindon Selahi (1999), footballeur
- Naser Aliji (1993), footballeur
- Dimitar Kovačevski (1974), homme d'État macédonien